# Гейчана (комуна)
Гейчана (рум. Găiceana) — комуна у повіті Бакеу в Румунії. До складу комуни входять такі села (дані про населення за 2002 рік):
- Арінь (1344 особи)
- Гейчана (1007 осіб)
- Попешть (236 осіб)
- Хуцу (483 особи)

Комуна розташована на відстані 228 км на північ від Бухареста, 35 км на південний схід від Бакеу, 96 км на південь від Ясс, 118 км на північний захід від Галаца, 145 км на північний схід від Брашова.

## Населення
За даними перепису населення 2002 року у комуні проживали 3070 осіб.
Національний склад населення комуни:
| Національність | Кількість осіб | Відсоток |
| -------------- | -------------- | -------- |
| румуни         | 3057           | 99,6%    |
| чанго          | 5              | 0,2%     |
| угорці         | 4              | 0,1%     |
| цигани         | 3              | 0,1%     |
| турки          | 1              | < 0,1%   |

Рідною мовою назвали:
| Мова      | Кількість осіб | Відсоток |
| --------- | -------------- | -------- |
| румунську | 3066           | 99,9%    |
| угорську  | 4              | 0,1%     |

Склад населення комуни за віросповіданням:
| Релігія       | Кількість осіб | Відсоток |
| ------------- | -------------- | -------- |
| православні   | 1657           | 54,0%    |
| римо-католики | 1410           | 45,9%    |
| п'ятдесятники | 2              | 0,1%     |
| баптисти      | 1              | < 0,1%   |